# 三井物產
三井物產（日语：／ Mitsui Bussan */?）是一家日本綜合商社，為三井集團的核心企業之一，和三井不動產、三井銀行（現三井住友銀行）並列為三井新御三家之一。 旗下產業涉及媒體、能源、金屬製造、機械製造、化學、金融業、物流業、食品及採礦業。

## 歷史沿革
日本第一家綜合貿易公司。在「貿易公司」之詞還未出現的明治初期，作為世界上獨一無二的私人公司買賣各種產品，成為了後來的「貿易公司」之原型。
三井物產源自一家雜貨店。三井高俊將之改造為「人們需要什麼就賣什麼」的企業。包括札幌啤酒、東芝、豐田自動織機（豐田汽車的前身）等公司都曾為其旗下的一員。
第二次世界大戰後，財閥解體，一時之間解散。直到1947年7月25日，舊的三井物産系商社大聯合，成立現在的三井物産。
三井物產在1952年成立日商三井物產株式會社台灣分店；1990年5月4日，更名為台灣三井物產股份有限公司。
2017年，三井物產贊助2017年阿斯塔納世界博覽會日本館的建設及營運。

## 三井物產在臺灣

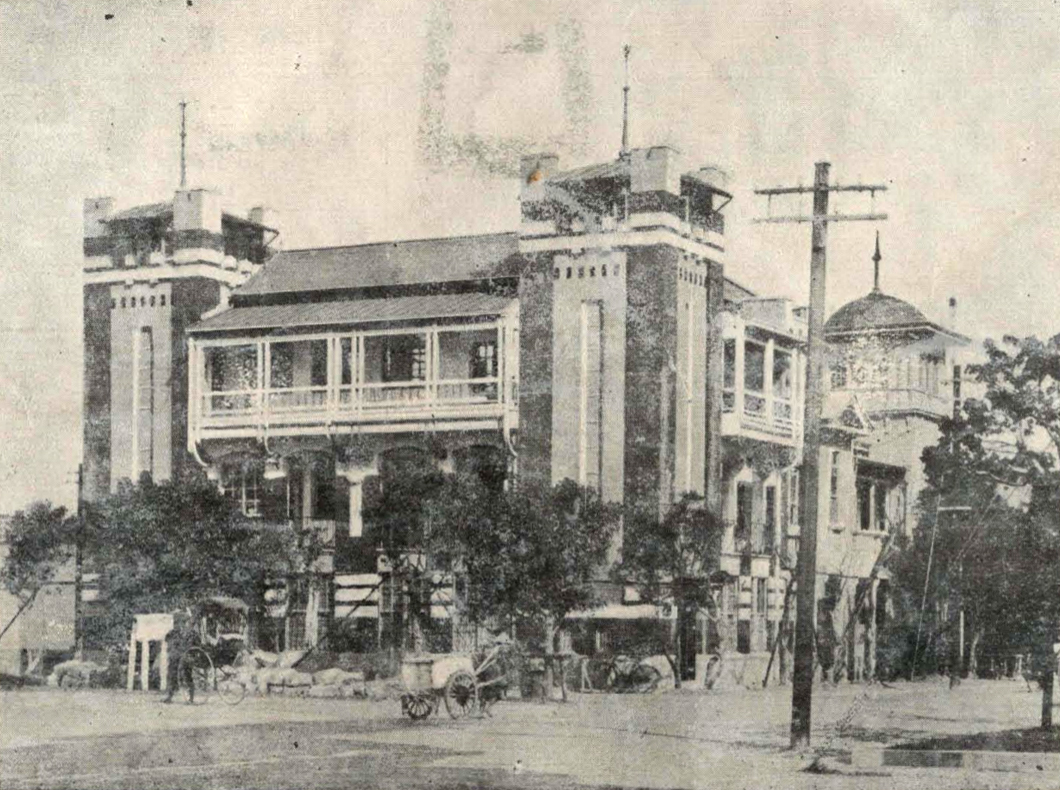
位於北門町的三井物產臺北支店，後由大成火災海上保險使用

三井物產是日本四大財閥之一的三井財閥母公司，也是台灣日治時期統治當局刻意從日本引進及培植的財團之一；到了20世紀初，該集團不但已成為當時北台灣的最大株式會社（即股份公司），也是全台灣數一數二的企業體。三井物產不但與日本三菱商事及藤山集團三大資本鼎足而立，獨佔了台灣的糖業，其中最重要的是與台灣總督府專賣局壟斷了台灣的樟腦、茶葉、煤，甚至鴉片的進出口。
三井物產在臺灣的經營始於1896年在台北成立的三井物產香港支店台北出張所，並在1898年升格為台北支店。於1899年，三井物產得到台灣樟腦與鴉片專賣權（另還有一家洋商參與專賣），於1912年，三井物產獨占了台灣所有鴉片市場進口專賣權。
2014年9月，台灣爆發強冠企業利用餿水油製造「全統香豬油」的事件（2014年台灣劣質油品事件），其中從日本進口餿水油達672噸、從香港進口僅87噸，該公司的兩大股東之一即為三井物產。

## 历任社长
- 创始人 - 井上馨・益田孝
- 初任 - 新関八洲太郎（1947年10月 - 1961年5月）
- 第二任 - 水上達三（1961年10月 - 1969年5月）
- 第三任 - 若杉末雪（1969年5月 - 1973年5月）
- 第四任 - 池田芳蔵（1973年5月 - 1979年6月）
- 第五任 - 八尋俊邦（1979年6月 - 1985年6月）
- 第六任 - 江尻宏一郎（1985年6月 - 1990年6月）
- 第七任 - 熊谷直彦（1990年6月 - 1996年6月）
- 第八任 - 上島重二（1996年6月 - 2000年6月）
- 第九任 - 清水慎次郎（2000年6月 - 2002年10月）
- 第十任 - 槍田松瑩（2002年10月 - 2009年3月）
- 第十一任 - 飯島彰己（2009年4月 - 2015年3月）
- 第十二任- 安永龙夫（2015年4月 - ）

## 外部連結
- 官方网站（日語）（英文）